# The Blue Room
The Blue Room — третий мини-альбом, выпущенный английской рок-группой Coldplay, и первый после подписания контракта с лейблом Parlophone в апреле 1999 года.
Было выпущено всего 5000 оригинальных копий. Широкодоступным альбом стал после переиздания в 2001 году.

## Об альбоме
Версия композиции «Don’t Panic», представленная на The Blue Room, отличается от версии, включённой в студийный альбом Parachutes. Четвёртый трек, «High Speed», также появится на Parachutes, но не подвергнется никаким изменениям. Две песни взяты из первого EP группы, Safety: «Bigger Stronger» и «Such a Rush».
«See You Soon» позже, во время тура A Rush of Blood to the Head, постоянно будет включаться в сет-лист группы и войдёт в DVD и CD сборника Live 2003.
Обложка и оформление альбома были позаимствованы из журнала «National Geographic» выпуска 1997 года.

## Список композиций
1. «Bigger Stronger» — 4:49
2. «Don’t Panic» — 2:38
3. «See You Soon» — 2:51
4. «High Speed» — 4:16
5. «Such a Rush» — 4:57